# Tomas Danilevičius
Tomas Danilevičius (* 18. Juli 1978 in Klaipėda) ist ein ehemaliger litauischer Fußballspieler und Sportfunktionär, seit 2017 Leiter von Lietuvos futbolo federacija. Er spielte auf der Position des Stürmers und ist mit 19 Treffern Rekordtorschütze der litauischen Nationalmannschaft. Darüber hinaus zählt Danilevičius zu den besten Fußballern, die Litauen hervorbringen konnte.

## Karriere

### Verein
Tomas Danilevičius begann seine Karriere in seiner Heimatstadt bei Atlantas Klaipėda, zur Saison 1995/96 wechselte er dann erstmals ins Ausland zum KSK Beveren, hier kam er nie zum Einsatz, weshalb er nach einer Spielzeit zum Ligakonkurrenten FC Brügge wechselte. Doch auch in Brügge wurde er kaum eingesetzt. In der Folge wechselte Danilevičius häufig den Verein ohne sich jedoch durchsetzen zu können, FK Dynamo Moskau, FC Lausanne-Sport, Dunfermline Athletic und FC Arsenal hießen die Stationen.
Zur Saison 2001/02 kehrte Danilevičius dann zum KSK Beveren zurück, diesmal wurde er auf Anhieb zum Stammspieler und er konnte 12 Tore erzielen. Trotzdem wechselte er nach nur einer Spielzeit erneut den Verein, diesmal war der AS Livorno das Ziel. Hier wurde er regelmäßig eingesetzt und in der Saison 2003/04 gelang der Aufstieg in die Serie A. Für die Saison 2005/06 wurde Danilevičius an den Serie-B-Verein US Avellino ausgeliehen. Da er hier mit guten Leistungen und 17 Toren überzeugen konnte, kehrte er zur Saison 2006/07 in den Kader der AS Livorno zurück.
Im Winter 2007 wechselte er zum FC Bologna und im Januar 2008 zu US Grosseto, um dann im Sommer 2008 wieder endgültig zu Livorno zurückzukehren. Im August 2011 wechselte Danilevičius ablösefrei zur SS Juve Stabia, wo er zu fast 50 Einsätzen kam und 12 Tore erzielen konnte. Nach weiteren kurzen Vereinswechsel beendete er 2014 seine Karriere.

### Nationalmannschaft
Danilevičius wurde 1998 erstmals für die litauische A-Auswahl berufen und bestritt seitdem über 70 Spiele, im Sturm galt er als gesetzt und war mit seinen Qualitäten unverzichtbar für seine Mannschaft, später war er außerdem mehrere Jahre Kapitän. Als das wichtigste von seinen 19 erzielten Toren gilt sein Treffer gegen das hochfavorisierte Italien am 2. September 2006 im Zuge der Qualifikation zur EM 2008. Das Spiel, welches mit einem 1:1-Unentschieden endete, gilt als eines der denkwürdigsten Spiele in der Geschichte des litauischen Verbandes.

## Erfolge
- Aufstieg in die Serie A 1 × mit AS Livorno (2003/04)
- Rekordtorschütze der litauischen Fußballnationalmannschaft
- Jahres-Fußballspieler (2006, 2007)